# Велоспорт на літніх Олімпійських іграх 2012
Змагання з велоспорту на літніх Олімпійських іграх 2012 пройшли з 28 липня по 12 серпня. Було розіграно 18 комплектів нагород.

## Медалі

### Загальний залік
| Місце   | Країна          | Золото | Срібло | Бронза | Загалом |
| ------- | --------------- | ------ | ------ | ------ | ------- |
| 1       | Велика Британія | 8      | 2      | 2      | 12      |
| 2       | Німеччина       | 1      | 4      | 1      | 6       |
| 3       | Франція         | 1      | 3      | 0      | 4       |
| 4       | Австралія       | 1      | 2      | 3      | 6       |
| 5       | США             | 1      | 2      | 1      | 4       |
| 6       | Колумбія        | 1      | 1      | 1      | 3       |
| 7       | Нідерланди      | 1      | 0      | 2      | 3       |
| 8       | Казахстан       | 1      | 0      | 0      | 1       |
| 8       | Данія           | 1      | 0      | 0      | 1       |
| 8       | Латвія          | 1      | 0      | 0      | 1       |
| 8       | Чехія           | 1      | 0      | 0      | 1       |
| 12      | Китай           | 0      | 2      | 1      | 3       |
| 13      | Нова Зеландія   | 0      | 1      | 2      | 3       |
| 14      | Швейцарія       | 0      | 1      | 0      | 1       |
| 15      | Росія           | 0      | 0      | 2      | 2       |
| 16      | Канада          | 0      | 0      | 1      | 1       |
| 16      | Гонконг         | 0      | 0      | 1      | 1       |
| 16      | Норвегія        | 0      | 0      | 1      | 1       |
| 16      | Італія          | 0      | 0      | 1      | 1       |
| Загалом | Загалом         | 18     | 18     | 19     | 55      |

### Медалісти
Шосе
| Подія                     | Золото                    | Срібло                | Бронза                   |
| ------------------------- | ------------------------- | --------------------- | ------------------------ |
| Групова гонка, чоловіки   | Олександр Винокуров (KAZ) | Рігоберто Уран (COL)  | Александр Крістофф (NOR) |
| Групова гонка, жінки      | Маріанне Вос (NED)        | Ліззі Армітстед (GBR) | Ольга Забелінська (RUS)  |
| Роздільна гонка, чоловіки | Бредлі Віґґінз (GBR)      | Тоні Мартін (GER)     | Кріс Фрум (GBR)          |
| Роздільна гонка, жінки    | Крістін Армстронг (USA)   | Юдіт Арндт (GER)      | Ольга Забелінська (RUS)  |

Трек
| Подія                                   | Золото                                                                       | Срібло                                                              | Бронза                                                                           |
| --------------------------------------- | ---------------------------------------------------------------------------- | ------------------------------------------------------------------- | -------------------------------------------------------------------------------- |
| Індивідуальний спринт, чоловіки         | Джейсон Кенні (GBR)                                                          | Грегорі Боже (FRA)                                                  | Шейн Перкінс (AUS)                                                               |
| Індивідуальний спринт, жінки            | Анна Мірс (AUS)                                                              | Вікторія Пендлтон (GBR)                                             | Гуо Шуан (CHN)                                                                   |
| Командний спринт, чоловіки              | Велика Британія · Філіп Гіндс · Кріс Гой · Джейсон Кенні                     | Франція · Грегорі Боже · Мікаель Д'Алмейда · Кевен Сіро             | Німеччина · Рене Ендерс · Максиміліан Леві · Роберт Ферстеманн                   |
| Командний спринт, жінки                 | Німеччина · Крістіна Фогель · Міріам Вельте                                  | Китай · Гун Цзіньцзє · Гуо Шуан                                     | Австралія · Каарле Маккалох · Анна Мірс                                          |
| Кейрін, чоловіки                        | Кріс Гой (GBR)                                                               | Максиміліан Леві (GER)                                              | Саймон ван Велтувен (NZL)                                                        |
| Кейрін, чоловіки                        | Кріс Гой (GBR)                                                               | Максиміліан Леві (GER)                                              | Тен Мулдер (NED)                                                                 |
| Кейрін, жінки                           | Вікторія Пендлтон (GBR)                                                      | Гуо Шуан (CHN)                                                      | Лі Хвейші (HKG)                                                                  |
| Командна гонка переслідування, чоловіки | Велика Британія · Едвард Кленсі · Джерейнт Томас · Стівен Берк · Пітер Кенно | Австралія · Джек Бобрідж · Гленн О'Ші · Роан Денніс · Майкл Гепберн | Нова Зеландія · Сем Б'юлі · Аарон Гейт · Марк Раян · Джессі Сарджент · Веслі Гаф |
| Командна гонка переслідування, жінки    | Велика Британія · Деніель Кінг · Лора Тротт · Джоанна Роуселл                | США · Сара Гаммер · Дотсі Бош · Дженні Рід · Лорен Тамайо           | Канада · Тара Віттен · Джилліан Карлтон · Джасмін Глессер                        |
| Омніум, чоловіки                        | Лассе Норман Гансен (DEN)                                                    | Бріан Кокар (FRA)                                                   | Едвард Кленсі (GBR)                                                              |
| Омніум, жінки                           | Лора Тротт (GBR)                                                             | Сара Гаммер (USA)                                                   | Аннетт Едмондсон (AUS)                                                           |

Маунтинбайк
| Подія          | Золото                  | Срібло            | Бронза                      |
| -------------- | ----------------------- | ----------------- | --------------------------- |
| Крос, чоловіки | Ярослав Кульгавий (CZE) | Ніно Шуртер (SUI) | Марко Ауреліо Фонтана (ITA) |
| Крос, жінки    | Жулі Брессе (FRA)       | Сабіне Шпіц (GER) | Джорджія Гулд (USA)         |

BMX
| Дисципліна | Золото                 | Срібло             | Бронза               |
| Чоловіки   | Маріс Штромбергс (LAT) | Сем Віллоубі (AUS) | Карлос Окендо (COL)  |
| Жінки      | Маріана Пахон (COL)    | Сара Вокер (NZL)   | Лаура Смулдерс (NED) |

## Спортивні об'єкти
| Трекові гонки і BMX  | Шосейні гонки  | Маунтінбайк          |
| Лондонський велопарк | Риджентс-парк  | Заміський парк Гадлі |
| -------------------- | -------------- | -------------------- |
|                      |                |                      |
| Місткість:12000      | Місткість:3000 | Місткість:3000       |